# Aeroporto di Lilla Lesquin
L'aeroporto di Lilla Lesquin è un aeroporto francese situato vicino alla città di Lilla, nel dipartimento di Nord, vicino al confine col Belgio.

## Collegamenti
I principali collegamenti sono con:
- Vari aeroporti francesi come Nizza, Bordeaux e Tolosa.
- Algeria, Orano, Costantina e Algeri

Sono presenti anche altri collegamenti con minore frequenza con Dakar, Montpellier, Marsiglia, e nel periodo estivo, sono aperte connessioni fra alcuni aeroporti in Europa, come Roma e Atene